# 三氮烷
三氮烷是一种含有三个氮原子的氮烷（饱和氮氢化合物），可以看作氨分子中两个氢原子被氨基所取代的产物，它的结构简式为NH2-NH-NH2。
它的盐酸盐可由肼和一氯胺反应得到。